# The Thrill of It All (film)
The Thrill of It All is een filmkomedie uit 1963 onder regie van Norman Jewison. Destijds werd de film in Nederland uitgebracht onder de titel Wedren met de ooievaar.

## Verhaal
De succesvolle gynaecoloog Gerald Boyer is getrouwd met Beverly. Ze hebben een gelukkig gezinnetje met twee kinderen. Wanneer Beverly het nieuwe gezicht wordt van een zeepreclame, zien ze elkaar nog amper.

## Rolverdeling
| Acteur           | Personage         |
| ---------------- | ----------------- |
| Doris Day        | Beverly Boyer     |
| James Garner     | Dr. Gerald Boyer  |
| Arlene Francis   | Mevrouw Fraleigh  |
| Edward Andrews   | Gardiner Fraleigh |
| Reginald Owen    | Tom Fraleigh      |
| Zasu Pitts       | Olivia            |
| Elliott Reid     | Mike Palmer       |
| Alice Pearce     | Vrouw van Irving  |
| Kym Karath       | Maggie Boyer      |
| Brian Nash       | Andy Boyer        |
| Lucy Landau      | Mevrouw Goethe    |
| Paul Hartman     | Dr. Taylor        |
| Hayden Rorke     | Billings          |
| Alexis Gerry     | Stokely           |
| Robert Gallagher | Van Camp          |